# توان (بيرانشهر)
توان هي قرية في مقاطعة بيرانشهر، إيران. يقدر عدد سكانها بـ 194 نسمة بحسب إحصاء 2016.